# Dom Trenta
Dom Trenta of Trenta Lodge is een museum en informatiecentrum in Trenta in de regio Goriška in het noordwesten van Slovenië.
Te zien is onder andere de lokale geschiedenis van de berggidsen. Het is tevens het informatiecentrum voor het Triglav Nationaal Park en er zijn acht gezinsappartementen voor toeristen. Van mei tot oktober, het toeristenseizoen, is het centrum overdag open, in november en december gesloten, en van tweede kerstdag tot eind april enkele uren per dag open. (gegevens: 2005-2009)